# Steve Chabot
Steven Joseph Chabot, detto Steve (Cincinnati, 22 gennaio 1953), è un politico statunitense, membro della Camera dei Rappresentanti per lo stato dell'Ohio dal 1995 al 2009 e poi ancora dal 2011 al 2023.

## Biografia
Nato a Cincinnati, Chabot si laureò in legge e lavorò come avvocato.
Entrato in politica con il Partito Repubblicano, nel 1985 venne eletto all'interno del consiglio comunale di Cincinnati, dove rimase per sei anni. Nel 1988 si candidò infruttuosamente alla Camera dei Rappresentanti contro il deputato democratico in carica Tom Luken.
Nel 1994 si candidò nuovamente per il seggio, che nel frattempo era stato occupato da David S. Mann e questa volta riuscì a vincere le elezioni, divenendo deputato. Negli anni successivi fu rieletto altre sei volte, finché nel 2008 venne sconfitto di misura dal democratico Steve Driehaus e dovette lasciare il seggio.
Due anni dopo Chabot si ricandidò per il suo vecchio seggio e in questa occasione ebbe la meglio contro Driehaus, riuscendo a tornare al Congresso, per poi essere riconfermato nelle successive tornate elettorali.